# Gustav Frederik Holck-Winterfeldt
 Der er flere personer med dette navn, se Gustav Holck-Winterfeldt.
Gustav Frederik greve og lensbaron Holck-Winterfeldt, født Holck (1. september 1733, død 23. januar 1776) var en dansk adelsmand, godsejer og stiftamtmand, bror til Conrad Holck, Hilleborg Margrethe Holck, Margrethe Holck og Flemming Holck-Winterfeldt.

## Karriere
Han var søn af grev Christian Christopher Holck og Ermegaard Sophie von Winterfeldt og trådte ligesom sin yngre broder Conrad tidligt i hoffets tjeneste og var kammerjunker hos Christian VII som kronprins, efter hvis tronbestigelse han udnævntes til kammerherre og overskænk. Året efter blev han medlem af General-Landvæsenskommissionen og trådte 1768 tillige ind i administrationen som deputeret for Finanserne samt medlem af Overskattedirektionen; samtidig vedblev han at være
medlem af den til General-Landvæsenskollegiet forvandlede General-Landvæsenskommission. Men under Struensees styrelse afskedigedes han i efteråret 1770 fra sine embeder med 1000 Rdl. i pension; 1768 havde han fået Dannebrogordenen og 1769 gehejmeråds titel.
Snart åbnede sig dog en ny virkekreds for Holck, da han 1772 efter sin ældre broder Flemming arvede baroniet Wintersborg og dermed navnet Winterfeldt, hvorefter han solgte sin ejendom Gjedsergaard på Falster, og 1773 udnævntes han til amtmand over Aabenraa og Løgumkloster Amter. 9. september 1773 blev han stiftamtmand over Akershus Stift. Både som godsejer og amtmand får han det bedste lov; med stor omhu fremmede han alle hånde forbedringer, og bønderne havde i ham en god og mild herre, der ville deres vel. Men hans virksomhed blev kun kort, da han døde allerede 23. januar 1776.

## Ægteskaber og børn
1. Holck blev gift første gang 28. marts 1760 med Frederikke Elisabeth von der Lühe (3. januar 1735 – 16. februar 1762), datter af kammerherre Adolph Andreas von der Lühe til Svanholm Børn:
  1. Christian greve Holck-Winterfeldt (1760 i København - 1762 sammesteds)
2. Anden gang giftede han sig 18. marts 1763 med Frederikke Louise komtesse Ahlefeldt (14. december 1736 – 13. december 1793), datter af Adam Christopher greve Ahlefeldt til Eskildsmark, overhofmesterinde hos dronning Juliane Marie og 1785 dekanesse på Vallø. Børn:
  1. Frederik Christian greve Holck-Winterfeldt (1764-1825)
  2. Juliane Marie komtesse Holck-Winterfeldt (3. december 1765 i København - 11. maj 1828), hofdame hos enkedronning Juliane Marie
  3. Christian Christopher Adam greve Holck-Winterfeldt (4. februar 1767 i København - 8. maj 1789 i Horsens), løjtnant
  4. Flemming Frederik Cai greve Holck-Winterfeldt (1771-1826)
  5. Gustav greve Holck-Winterfeldt (1774-1833)